# 錫伯斯多夫湖

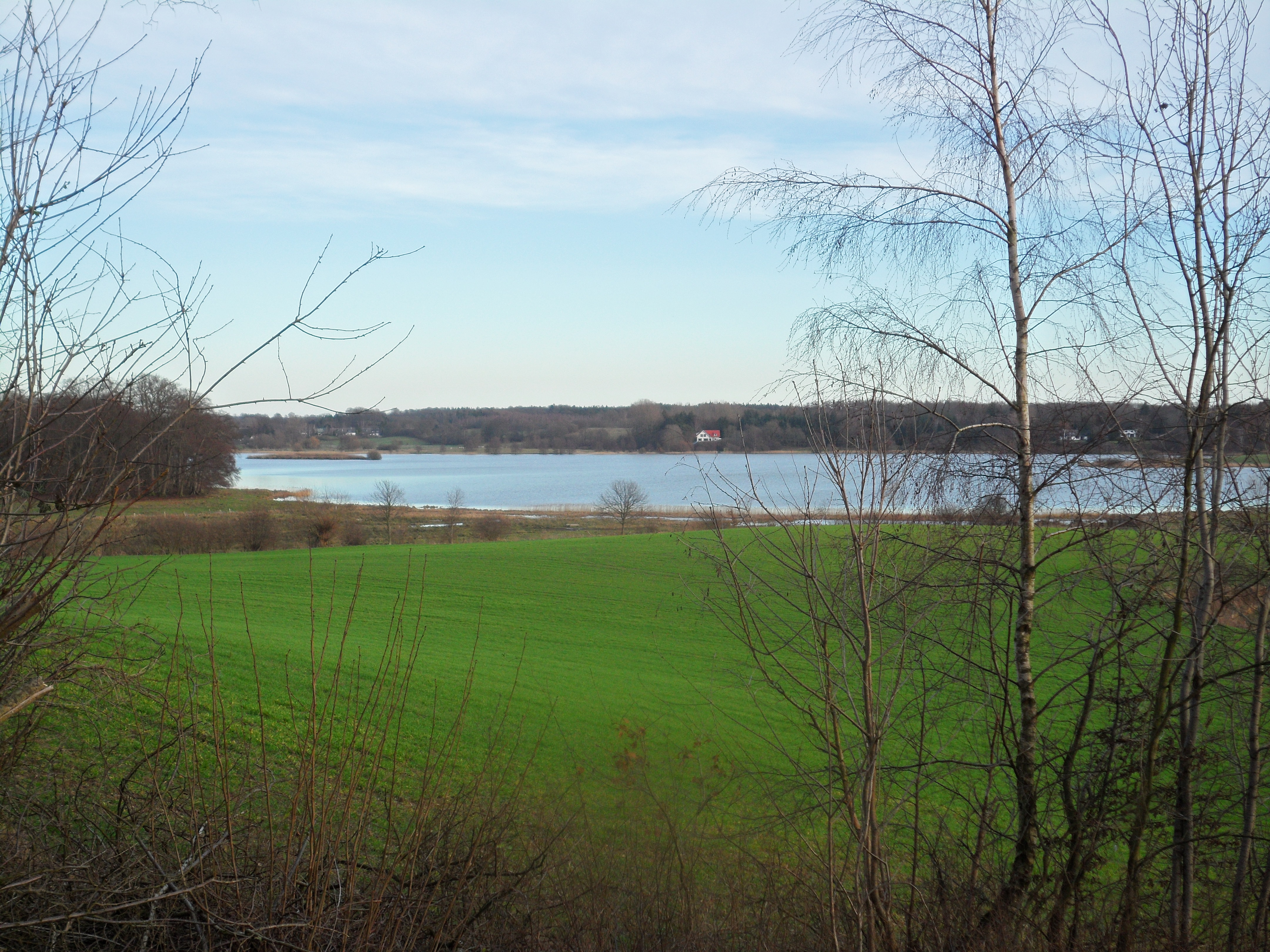

54°9′24″N 10°38′45″E / 54.15667°N 10.64583°E
錫伯斯多夫湖（德語：Sibbersdorfer See），是德國的湖泊，位於該國北部石勒蘇益格-荷爾斯泰因州，由東荷爾斯泰因縣負責管轄，面積0.6平方公里，海拔高度27米，最大水深7米。